# Amigo o enemigo
«Amigo o enemigo» (título original: «Friend or Foe») es el primer episodio de la quinta temporada de la serie de televisión animada estadounidense Bob Esponja y el episodio 81 en general. Fue escrito por Casey Alexander, Zeus Cervas, Mike Mitchell, Steven Banks y Tim Hill, y la animación fue dirigida por el director supervisor Alan Smart y Tom Yasumi; Alexander, Cervas y Mitchell también actuaron como directores del guion gráfico. El episodio se emitió originalmente en Nickelodeon en Estados Unidos el 13 de abril de 2007.
En el episodio, el Sr. Cangrejo le revela a Bob Esponja que él y su rival comercial Plankton eran en realidad mejores amigos durante su infancia. A través de una serie de flashbacks, el Sr. Cangrejo cuenta la historia de cómo esa amistad se deterioró, la causa de su rivalidad, por qué el Sr. Cangrejo está obsesionado con el dinero, por qué Plankton se convirtió en el villano que es hoy y cómo se creó el sándwich Cangreburger en el proceso.
El episodio recibió críticas positivas tras su lanzamiento y fue lanzado en DVD el 17 de abril de 2007.

## Trama

### Subtrama de Parche el Pirata
Parche y Potty están trabajando en un restaurante llamado «Poop Deck», con la esperanza de convertirse en Bob Esponja. Después de una discusión con Potty, Parche termina su amistad y se va a casa. Se compara a sí mismo y a Potty con Mr. Krabs y Plankton, iniciando la trama de Bob Esponja.
Más tarde, Potty se le aparece a Parche y le dice que ahora es subdirector debido a su «inteligente inteligencia sobre libros elegantes». Cuando Parche se da cuenta de que la comida que cocina sabe mal, Potty le dice que necesita practicar sus habilidades culinarias. Después de un montaje de entrenamiento, Parche hace su primera hamburguesa, pero descubre que sabe terrible y la tira. Parche se encoge de hombros y dice que la primera hamburguesa de Bob Esponja probablemente no salió tan bien. Sin embargo, Potty muestra a Bob Esponja haciendo perfectamente su primera hamburguesa.
Después de otra discusión con Potty, Parche comienza a arrojarle hamburguesas, y una de ellas finalmente golpea al Sr. Pirateson, el propietario de Poop Deck. Parche luego les dice a los espectadores que vean el resto del episodio de Bob Esponja mientras observa cómo despiden a Potty, justo cuando el Sr. Pirateson llama con fuerza a Parche a su oficina. Una vez finalizado el episodio, tanto Patty como Potty son despedidos. Cuando Parche descubre que ha sido reemplazado por un gorila, lo llama «bolsa de pulgas peluda y maloliente», a lo que el gorila responde ferozmente arrojándole hamburguesas.

### Trama principal
Después de otro ataque de Plankton al Krusty Krab, Bob Esponja le pregunta a Mr. Krabs por qué se odian. Mr. Krabs cuenta su versión de los hechos en una serie de flashbacks. En el flashback, Mr. Krabs y Plankton eran mejores amigos desde que nacieron e hacían todo juntos. Ambos eran marginados y ridiculizados por un círculo particular de matones, Plankton era visto como un nerd por su inteligencia y Mr. Krabs era extremadamente pobre. Un día, Mr. Krabs encuentra un centavo en el carnaval y lo gasta en un globo para Plankton. Más tarde, consiguen suficiente dinero para comprar una hamburguesa de Stinky's Burgers, que, a pesar de tener una comida horrible y estar ubicada en un vertedero, es muy popular entre los niños locales. Cuando Stinky se niega a servirles por igual, diciendo que los «monstruos» como ellos son malos para el negocio, Plankton y Cangrejo deciden entrar ellos mismos en el negocio de las hamburguesas y crear su propia hamburguesa que nadie quiere probar. Descubren que el departamento de salud local cerró Stinky's, por lo que los dos abren «Plabs Burgers» en el vertedero, en el que ahora los niños se ven obligados a comer, a pesar de que es incluso peor que Stinky's. Plankton afirma que deberían usar las hamburguesas para gobernar a los niños, mientras que Mr. Krabs sostiene que deberían preocuparse por satisfacer a los clientes en lugar del poder. Después de una discusión, Cangrejo es expulsado a un vertedero y le dice a Plankton que algún día se arrepentirá.
De vuelta en el Krusty Krab, Plankton no está de acuerdo con la historia de Mr. Krabs y le cuenta a Bob Esponja su propia versión. Su historia es la misma que la de Mr. Krabs, excepto que sus roles durante la discusión se invierten: Cangrejo quiere controlar el dinero de los niños y Plankton es arrojado al vertedero. Plankton y Cangrejo comienzan a discutir sobre la historia hasta que llega Karen y cuenta la historia real: el restaurante inicialmente no tiene clientes, solo el viejo Jenkins prueba la hamburguesa. Después de comerla, se desploma, habiendo sido envenenado por la hamburguesa. Cangrejo y Plankton se acusan mutuamente de contaminar la hamburguesa. Se pelean por la receta y finalmente la rompen en dos, y Plankton sale furioso para seguir su propia carrera en la comida. Sin embargo, durante la lucha, un estante fue derribado, tirando varios ingredientes y creando una nueva receta de hamburguesa que le quedó a Cangrejo. Los dos toman caminos separados, cada uno intentando abrir su propio establecimiento. La Cangreburger de Mr. Krabs se convierte en un éxito, mientras que Chum Burger de Plankton es horrible, lo que le hace prometer robar la fórmula y vengarse. Después de escuchar la historia, Plankton y Cangrejo comienzan a hacer las paces, hasta que Plankton toma la fórmula del bolsillo de Cangrejo. Luego, los dos comienzan a perseguirse cuando termina el episodio.

## Producción
«Amigo o enemigo» es un episodio especial escrito por Casey Alexander, Zeus Cervas, Mike Mitchell, Steven Banks y Tim Hill, con Alan Smart y Tom Yasumi como directores de animación. Alexander, Cervas y Mitchell también actúan como directores de guiones gráficos. Se emitió originalmente en Nickelodeon en los Estados Unidos el 13 de abril de 2007, con una clasificación parental TV-Y7. El 2 de abril de 2007, Nickelodeon lanzó un clip previo del episodio en TurboNick. Inmediatamente después del estreno al aire del episodio, se transmitió en TurboNick. El 5 de abril, Nick.com lanzó un juego en línea con el tema del episodio especial llamado «Friend or Foe Trash Bash».
Tom Ascheim, vicepresidente ejecutivo y gerente general de Nickelodeon Television, dijo: «Siempre estamos buscando nuevas formas de contar historias e ir más allá de las plataformas tradicionales para presentarlas a nuestra audiencia [...] '¿Amigo o enemigo?' revela la gran historia de fondo de la larga disputa entre Don Cangrejo y Plankton y estamos ofreciendo a los niños una oportunidad interactiva para involucrarse en la historia y el animado concurso apoyando a uno u otro». Como parte del evento de programación especial, Nickelodeon llevó a cabo «The Friend or Foe-Down», una competencia convergente donde dos equipos de niños enfrentan una serie de desafíos antes del estreno del episodio. El Equipo Cangrejo y el Equipo Plankton estaban formados cada uno por tres niños liderados por los capitanes y anfitriones del equipo Alexandra Gizela y Jordan Carlos. Cada equipo fue infiltrado por un «enemigo» que trabaja en secreto para el otro equipo, mientras participan en una serie de desafíos físicos grupales «divertidos y desordenados» arbitrados por Tom Kenny como Parche el Pirata.
El episodio fue lanzado posteriormente en el DVD del mismo nombre el 17 de abril de 2007. El DVD incluía otros seis episodios, incluidos «The Original Fry Cook», «Night Light», «Rise and Shine», «Waiting», «Fungus Among Us» y «Spy Buddies», y la animación original sin cortes de «Amigo o enemigo» y una galería de fotos especial de Plankton y Mr. Krab como características adicionales. También fue lanzado en el DVD SpongeBob SquarePants: Season 5, Vol. 1 el 4 de septiembre de 2007. El 22 de septiembre de 2009, se lanzó en el DVD SpongeBob SquarePants: The First 100 Episodes, junto con todos los episodios de las temporadas uno a cinco.

## Marketing
En 2007, Nickelodeon se asoció con Stride Rite Corporation para copatrocinar el programa ¿Amigo o enemigo? de Bob Esponja evento de la red en Nickelodeon el viernes 13 de abril. Stride Rite utilizó Nickelodeon como plataforma de marketing exclusiva para su línea de calzado SuperBall, en apoyo del evento de Bob Esponja. El vicepresidente de Stride Rite, Phil Risinger, dijo: «¿Amigo o enemigo? de Bob Esponja No sólo da a la marca Stride Rite exposición durante el programa de televisión infantil de mayor audiencia, sino que crea conciencia sobre SuperBall entre los niños durante nuestra temporada alta de primavera».
Nickelodeon anunció una asociación estratégica con Kajeet. Los elementos publicitarios y promocionales de la asociación incluyen el patrocinio de varios de los grandes eventos televisivos de Nickelodeon, comenzando con este episodio. Para apoyar el evento televisivo SpongeBob SquarePants Friend or Foe?, Kajeet y Nickelodeon lanzaron contenido móvil exclusivo relacionado con el episodio. Kajeet también fue el patrocinador exclusivo de «Trash Bash».

## Recepción
«Amigo o enemigo» recibió críticas en su mayoría positivas. Paul Mavis de DVD Talk se mostró positivo con el episodio, específicamente en las escenas de acción en vivo, y escribió: «Parche y Potty siempre son divertidos, así que es fantástico verlos servir hamburguesas en honor a su ídolo, Bob Esponja. Me gustó especialmente el gorila del final, azotándole hamburguesas a Parche ('¡Me tienes justo en el bollo!')». Mavis también elogió el episodio y lo calificó de «brillante» porque «[Mr.] Krabs y Plankton son personajes lo suficientemente fuertes, con su propia mitología, como para sostener su propio episodio con sólo un cameo de Bob Esponja». También dijo que el episodio es «[...]divertidísimo (me encanta el hecho de que es una versión apenas disfrazada de Rashōmon), con una mirada especialmente divertida a Cangrejo, Plancton e incluso Bob Esponja, cuando eran bebés».
David Packard de DVD Verdict dijo que las escenas de acción en vivo «aumentan la tontería». También dijo: «Es un buen cambio de ritmo ver a Plankton y Cangrejo como amigos antes de Chum Bucket y descubrir qué llevó a la eventual desaparición de su amistad. Los espectadores también pueden ver a Mr. Krabs presentado al 'amor de su vida' como él desarrolla la fórmula secreta de la Cangreburger que los residentes de Bikini Bottom conocen y aman hoy en día». En el DVD, Patrick Cossel de Blogcritics dijo: «Los niños y los adultos se reirán a carcajadas de las locas payasadas del que vive bajo el mar». Añadió que «este lanzamiento seguramente será un gran éxito para los fans de Bob Esponja de todo el mundo». Lesley Aeschliman de Yahoo! Voices fue negativa en el episodio diciendo «'¿Amigo del enemigo?' simplemente se sintió como un episodio normal que realmente no tenía motivos para ser promocionado como especial».